# Musiklexikon
Ein Musiklexikon ist ein Nachschlagewerk (Lexikon oder Enzyklopädie), das in alphabetischer Reihenfolge Inhalte, Geschichte und einflussreiche Personen der Musik darstellt, definiert und stichwortartig erläutert.
Von Musiklexika zu unterscheiden sind:
- Musikwörterbücher, die musikalische Begriffe erklären, ihre Herkunft nachweisen und gegebenenfalls in andere Sprachen übersetzen.
- Konzertführer, die das musikalische Repertoire (meist in thematischer Auswahl) beschreiben. Dazu gehören auch Opernführer.
- Bibliographien, die relevante Publikationen zum Thema Musik verzeichnen. Dazu gehören:
  - Diskographien, die marktgängige oder interpretationsgeschichtlich relevante Musikaufnahmen nachweisen; gelegentlich sind sie kritisch annotiert (und heißen dann oft Schallplattenführer)
  - Literaturverzeichnisse, Schriften zur Musik (RILM)
  - Quellenkataloge und Verzeichnisse von Handschriften, Drucken, Primär- und Sekundärliteratur sowie Ikonographien
  - Bestandssammlungen von Bibliotheken oder Sammlern bis hin zu Auktionskatalogen

Jede musikbegeisterte Nation hat in ihrer eigenen Sprache und aufgrund ihrer eigenen Geschichte spezifische Musiklexika hervorgebracht. Die heute weltweit bedeutendsten Musiklexika sind mehrbändige Enzyklopädien, die unter einer Redaktion, aus Beiträgen vieler Fachleute und in einer wechselvollen Geschichte (oft über Jahrzehnte) entstanden sind:
- Großes Sängerlexikon (meist kurz als Kutsch/Riemens zitiert)
- Riemann-Musiklexikon (meist abgekürzt: RML)
- Musik in Geschichte und Gegenwart (allgemein abgekürzt: MGG)
- New Grove Dictionary of Music and Musicians (allgemein abgekürzt: New Grove)

Inzwischen gibt es Musiklexika auch online, z. B.:
- Bayerisches Musiker-Lexikon Online
- Oesterreichisches Musiklexikon

## Geschichte
Die Geschichte der Nachschlagewerke für Musik reicht bis in die Renaissance zurück und unterscheidet sich in ihren Anfängen kaum von musikhistorischen Werken, Kompositionsanleitungen (Harmonielehre, Tonsatz, Kontrapunkt, Formenlehre, Instrumentationslehre) und biographischen Sammlungen. Die heute übliche Form der Musikenzyklopädien hat sich erst allmählich herausgebildet. Progressive Lexika wie New Grove betreiben heute (kostenpflichtige) Internetportale mit der Möglichkeit schneller Aktualisierungen (z. B. von Todesdaten bedeutender Künstler), während konservative Lexika wie das MGG auf Ergänzungsbände angewiesen sind, die in mehrjährigen Abständen erscheinen.
Im Folgenden werden die wichtigsten Lexika in chronologischer Reihenfolge kurz vorgestellt, wobei – aus den oben genannten Gründen – keine strikte Unterscheidung zwischen den einzelnen Formen vorgenommen wird.
| 1472                      | Johannes Tinctoris                              | Terminorum musicae diffinitorium                                                           | Wahrscheinlich das älteste Kompendium oder Lexikon zum Thema Musik, geschrieben 1472, gedruckt 1495. Das Original umfasste 28 Druckseiten Text. Forkel druckte den Text in seiner Allgemeinen Litteratur der Musik 1792. Er wurde zuerst von Heinrich Bellermann aus dem Lateinischen ins Deutsche übersetzt und erschien in den Jahrbüchern für musikalische Wissenschaften. Band 1. 1863, S. 55–114. Eine Neuausgabe von Peter Gülke erschien 1983 im Bärenreiter-Verlag mit dem Faksimile des Wiegendruckes, der Übersetzung und einem Kommentar. |
| 1656                      | Renati Des-Cartes (Descartes)                   | Musicae Compendium                                                                         | Leitfaden der Musik, Amsterdam 1656, behandelt auf 33 Druckseiten die grundlegenden Fragen der Tonhöhen, Intervalle, Tonarten und Taktarten. Das lateinische Faksimile erschien mit einer deutschen Übersetzung und Anmerkungen von Johannes Brockt 1978 in der Wissenschaftlichen Buchgesellschaft. |
| 1732                      | Johann Gottfried Walther                        | Musicalisches Lexicon oder Musicalische Bibliothek,                                        | „Darinnen nicht allein Die Musici, welche so wol in alten als neueren Zeiten, ingleichen bey verschiedenen Nationen, durch Theorie und Praxin sich hervor gethan, und was von jedem bekannt geworden, oder er in Schrifften hinterlassen, mit allem Fleisse und nach den vornehmsten Umständen angeführet, Sondern auch Die in Griechischer, Lateinischer, Italiänischer und Frantzösischer Sprache gebräuchliche Musicalische Kunst- oder sonst dahin gehörige Wörter, nach Alphabetischer Ordnung vorgetragen und erkläret, Und zugleich die meisten Signaturen erläutert werden.“ So umständlich, aber präzise steht es auf dem Titelblatt der Erstausgabe des ersten Musiklexikons nach modernen Maßstäben. Die 1. Auflage mit 670 Druckseiten erschien 1732 in Leipzig. Faksimile-Ausgaben erschienen 1953 in Leipzig und 1986 in Kassel (Bärenreiter). |
| 1749                      | Anonym, auf Walther basierend                   | Kurtzgefaßtes Musicalisches Lexicon                                                        | „Worinnen Eine nützliche Anleitung und gründlicher Begriff von der Music enthalten, die Termini technici erkläret, die Instrumente erläutert und die vornehmsten Musici beschrieben sind, nebst einer historischen Beschreibung Von der Music Nahmen, Eintheilung, Ursprung, Erfindung, Vermehrung und Verbesserung, biß sie zu itziger Vortrefflichkeit gelanget, auch wunderbaren Würckung und Gebrauch, ingleichen ihren vornehmsten Cultoribus, so von der Welt Anfang biß auf unsere Zeit gelebet, Alles aus derer besten und berühmtesten Musicorum mit Fleiß zusammen gesucht, in Alphabetische Ordnung gebracht, und denen Liebhabern musicalischer Wissenschaften zu ferneren Nachdencken wohlmeynend vorgestellet“, erschienen in Chemnitz mit 432 Druckseiten, nachzulesen in einem Faksimile des Zentralantiquariats Leipzig 1975. |
| 1750–72                   | Denis Diderot/ Jean Baptiste le Rond d’Alembert | Encyclopédie ou Dictionnaire raisonné des sciences, des arts et des métiers                | in 17 Text- und 10 Bildbänden. Sie enthalten zahlreiche Artikel zur Musik und eine Reihe von Kupfertafeln über Instrumente, ihre Herstellung etc. |
| 1768                      | Jean-Jacques Rousseau                           | Dictionnaire de musique                                                                    | Vorwort von 1764. Die Ausgabe bei Dupont, Paris 1824, gibt das Dictionnaire auf 807 Druckseiten wieder. Recht eigenwillige Definitionen des Literaten, Philosophen und Komponisten (Erfinder des Monodramas), teils eher lächerlich, teils von bestechender Logik. |
| 1771                      | Johann Georg Sulzer                             | Allgemeine Theorie der Schönen Künste                                                      | Erschienen in 4 Bänden und einem Register in 2 Teilen Leipzig 1771 und 1774, bzw. in 4 Teilen Leipzig 1773–74, (2. Auflage 1777–78). Eine um ausführliche bibliographische Zusätze erweiterte Neuausgabe erschien bei Blanckenburg (4 Teile Leipzig 1786–87, 2. Auflage 1792–94, Registerband 1799). Blanckenburgs Zusätze (die auch im Nachdruck Hildesheim 1967–70, Olms, enthalten sind) erschienen auch separat als Litterarische Zusätze zu Johann Georg Sulzers allgemeiner Theorie der schönen Künste (3 Teile, Leipzig 1796–98). Nicht enthalten sind die Nachträge zu Sulzers allgemeiner Theorie der schönen Künste, herausgegeben von Johann Gottfried Dyck und Georg Schatz, 8 Teile (Leipzig 1792–1808). Die Musikartikel wurden von dem Bach-Schüler Johann Philipp Kirnberger (112 Musikartikel unter dem Buchstaben A bis zum Artikel „Modulation“) und später von dessen Schüler Johann Abraham Peter Schulz (ebenfalls unter Kirnbergers Leitung) verfasst. Sie wurden sehr einflussreich für den wissenschaftlichen und ästhetischen Diskurs. Das Faksimile Hildesheim 1967–70/94 umfasst 3277 Druckseiten (inkl. Anmerkungen). Die Software-Edition der Digitalen Bibliothek 2002 enthält die umfangreichen Fußnoten nicht. |
| 1802                      | Heinrich Christoph Koch                         | Musikalisches Lexikon                                                                      | „welches die theoretische und praktische Tonkunst, encyclopädisch bearbeitet, alle alten und neuen Kunstwörter erklärt, und die alten und neuen Instrumente beschrieben, enthält.“ Nach Walther 1732 das gründlichste und bis heute einflussreichste Musiklexikon. Es erschien in Frankfurt am Main 1802 in 1802 Spalten (= 901 Seiten) und definierte erstmals auch heute noch gebräuchliches Vokabular aus der Akustik (Klang, Resonanz, Schall), Ästhetik (Ausdruck, Charakter, Empfindung), Aufführungspraxis (Bogenstrich, Chorstörer, Musikalische Wettstreite), Gattung (Kammermusik, Melodrama, Variationen), Geschichte, Instrument (Anschlag, Farbenclavier, Fantasier-Maschine), Komposition (Anlage, Ausarbeitung, Setzkunst), Musikwissenschaft (Canonik, Professor, Zergliedern (= Analyse)), Rezeption (Dilettant, Kenner, Liebhaber), Tonsatz (Betrugsschluß, Durchkomponiert, Schusterfleck) und weiterer Wissensgebiete. |
| 1834–38                   | Gustav Schilling                                | Encyclopädie der gesamten musikalischen Wissenschaften oder Universal-Lexicon der Tonkunst | in 6 Bänden und einem Zusatzband, 1834–38 in Stuttgart erschienen (2. Auflage 1840–42), ein etwas geschwätziges und unnötiges, aber weitverbreitetes und daher wirkungsstarkes Lexikon mit universellem Anspruch. |
| 1870–79/ 1883             | Mendel-Reissmann                                | Musikalisches Conversations-Lexikon                                                        | „Eine Encyklopädie der gesammten musikalischen Wissenschaften für Gebildete aller Stände. Begründet von Hermann Mendel, fortgesetzt von Dr. August Reissmann“ (ab Band VII, 1876). Erschien in elf Bänden (und einem Nachtragsband), bietet auf 6550 Seiten eine Fülle an lexikalischen Einträgen, die reichhaltige Informationen neben Kuriositäten, Anekdoten und (heute) vergessenen Personen bietet. Die Fakten sind nicht immer zuverlässig (ein Mangel aller älteren Lexika), die Artikel aber immer lesenswert. Die 1. Auflage erschien in Berlin 1870–1879, die 2. 1880–1883, die 3. 1890–1891. |
| 1878/ 1980 /2001          | George Grove                                    | A Dictionary of Music and Musicians                                                        | (London, später auch New York) in zwei, 1880 in drei und 1890 in vier Bänden, hrsg. Sir George Grove mit Anhang und Index. 2. Ausgabe in fünf Bänden hrsg. J. A. Fuller Maitland und 1904–10 veröffentlicht, es folgte als 6ter Band ein „American Supplement“. 3. Ausgabe, fünfbändig, erschien 1927, hrsg. H. C. Colles. 4. Auflage (Hrsg. Colles), fünf Bände plus Ergänzungsband, erschien 1940. 5. Auflage, neunbändig, hrsg. Eric Blom erschien 1954. Ergänzungsband 1961. Fand 1980 (in 20 Bänden) und 2001 (in 29 Bänden) seine Aktualisierung und Erweiterung im New Grove Dictionary of Music and Musicians, herausgegeben von Stanley Sadie. |
| 1882/ 1958–75/ 1989/ 2012 | Hugo Riemann                                    | Riemann-Musiklexikon (RML)                                                                 | Letzte Unternehmung einer Einzelperson ein Lexikon zu schreiben. 7. vollständig umgearbeitete Auflage Leipzig 1909 mit (neben 23 Seiten Vorbemerkungen) 1598 Seiten Text. Die Herausgebergeschichte ist wechselhaft und spiegelt die Situation der neueren Musikgeschichte wider. Die Ausgabe von Alfred Einstein (Jude, verfolgt, Emigrant) machte das Werk im anglo-amerikanischen Raum bekannt und populär (10.–11. Auflage), eine Ausgabe unter dem Musikologen Joseph Müller-Blattau (12. Auflage, begonnen 1939) kam über drei Lieferungen nicht hinaus. Das Riemann Musiklexikon 1958–75 (ebenfalls als 12. Auflage gezählt) in drei Bänden und zwei Ergänzungsbänden herausgegeben von Wilibald Gurlitt (Band 1–2, Personen, 1959–61), Hans Heinrich Eggebrecht (Band 3, Sachteil 1967) und Carl Dahlhaus (Band 4–5, Personen-Ergänzung 1972, 1975), bei Schott Mainz erschienen, wurde zum weitverbreitetsten und profundesten Musiklexikon der Nachkriegszeit. Seine Definitionskraft bestimmt bis heute den musikwissenschaftlichen Diskurs und stellt eine Messlatte für aktuelle Musiklexika dar. Das Brockhaus Riemann Musiklexikon von 1989 in vier Bänden und einem Ergänzungsband (1. Auflage 1989, stark erweiterte 2. Auflage 1995 hrsg. Wolfgang Thein) ist eine Komprimierung und ergänzende Aktualisierung zum Riemann Musiklexikon. Die 13. aktualisierte Neuauflage des Riemann Musiklexikons ist 2012 bei Schott Music erschienen. Herausgeber ist Wolfgang Ruf. Die gestraffte Revision umfasst 5 Bände mit 9.400 Artikeln zu Musiktheorie und -praxis. |
| 1949–67/ 1994– 2008       |                                                 | Die Musik in Geschichte und Gegenwart (MGG)                                                | Hauptteil in Einzellieferungen zwischen 1949 und 1967, schließlich in 14 Bänden zusammengefasst. Herausgeber war Friedrich Blume. Da die Buchstaben A–D anfangs mit Einträgen sehr karg ausgestattet waren, wurden Nachtragsbände nötig, die Artikel nachreichten, aber keine vorhandenen aktualisierten (Nachträge Band 15–16 (1973 und 1976)). Als 17ter Band erschien 1986 das Register. 1989 wurde eine Taschenbuchausgabe bei dtv/Bärenreiter (ebenfalls in 17 Bänden) publiziert, 2001 veröffentlichte die Digitale Bibliothek das Lexikon als Band 60 erstmals als CD-ROM mit 83845 Bildschirmseiten. Die zweite, völlig neu bearbeitete, von Ludwig Finscher herausgegebene Ausgabe besteht aus einem zehnbändigen Sachteil (inkl. Registerband; 1994–1999) und einem siebzehnbändigen Personenteil (1999–2007). Ein Registerband zum Personenteil erschien 2007, ein Supplementband ist 2008 erschienen. |
| 1980/ 2001                |                                                 | New Grove Dictionary of Music and Musicians (New Grove)                                    | in 20 Bänden hrsg. Stanley Sadie ist die stark erweiterte Neuausgabe des A Dictionary of Music and Musicians von Sir George Grove. Es gesellten sich hinzu: - 1984 New Grove Dictionary of Musical Instruments, in drei Bänden, - 1986 New Grove Dictionary of American Music, vier Bände, - 1992 New Grove Dictionary of Opera, vier Bände, - 1999 New Grove Dictionary of Jazz, zwei Bände, die 2. Auflage 2002 in drei Bänden. Die zweite, wiederum stark erweiterte Ausgabe des New Grove erschien 2001 in 29 Bänden. Das kostenpflichtige Internet-Portal Grove Music Online unter Herausgeberschaft von Laura Macy bringt regelmäßige Updates. |

## Sonder-Lexika
Es gibt eine große Vielfalt an Sonder-Lexika. Um eine Vorstellung der Bandbreite zu geben, seien folgende kurz vorgestellt:
| The Wordsworth Dictionary of Musical Quotations                                                                                                | 1991 hrsg. Derek Watson, Aussprüche und Anekdoten aus allen Gebieten der Musik – Zitatsammlung. |
| Metzler Komponisten Lexikon | 1992 hrsg. Horst Weber, 340 „werkgeschichtliche Portraits“ von Komponisten. Von wenigen Ausnahmen und einigen Lücken abgesehen Kanon der wichtigsten Komponisten. |
| Komponisten der Gegenwart | seit 1992 unter Leitung Walter-Wolfgang Sparrer erscheinende Lose-Blattsammlung, vierteljährlich in Lieferungen, versammelt Artikel zu meist lebenden Komponisten. In der Regel ein Grundblatt (mit zwei Seiten), nach unabsehbarer Zeit ein meist mehrdutzendseitiger Hauptartikel beigestellt, der durch Notenbeispiele, detailliertes Werkverzeichnis, Literaturverzeichnis und Diskographie ergänzt wird. Leidet unter starker Ungleichgewichtigkeit der Einträge und der Hypotrophie unbedeutender gegenüber (oft fehlenden oder vernachlässigten) bedeutender Komponisten. Dennoch eine wichtige Quelle für Fachleute. München, edition text+kritik. |
| Handwörterbuch der musikalischen Terminologie                                                                                                  | Erschien zwischen 1971 und 2006 als Lose-Blattsammlung, anfangs unter Hans Heinrich Eggebrecht, nach dessen Tod 1999 von Albrecht Riethmüller. Mit der 40ten Lieferung, Herbst 2005 wurde das Projekt beendet, wenn auch nicht abgeschlossen (siehe Nachwort von Riethmüller). Es enthält auf knapp 4000 Seiten in 6 Ordnern 247 Artikel in unvergleichlich gründlicher und detailreicher Weise zu musikalischen Grundbegriffen die oft in unscharfer, nebulöser Weise gebraucht werden. Mithin ein wichtiges Instrument der musikalischen Aufklärung. |
| Polyglottes Wörterbuch der musikalischen Terminologie Terminorum Musicae Index Septem Linguis Redactus                                         | 1980 bei Bärenreiter, Kassel, hrsg. „Internationale Vereinigung der Musikbibliotheken“ durch Horst Leuchtmann. Übersetzt Begriffe in sieben Sprachen (einschließlich Russisch). Brauchbar für die Musik bis 1870, für die Gegenwart erweiterungsbedürftig. |
| Lexikon Programmusik | in drei Bänden 1999–2004, hrsg. Klaus Schneider. Band 1 Stoffe und Motive (420 Seiten), Band 2 Figuren und Personen (351 S.), Band 3 Musik über Musik mit Variationen, Transkriptionen, Hommagen, Stilimitationen, und Werken über das Motiv B-A-C-H (421 S.). Versuch, die Stoffvielfalt der Musik zu katalogisieren (und nur selten zu kommentieren). Ob seiner Einseitigkeit in der Szene gelegentlich als „Abverkaufskatalog der Ladenhüter aller Verlage“ bezeichnet. Problematisch die ungewichtete Fülle der Titel (gleichberechtigt Banales neben Genialem) und der Umstand, dass die Einträge meist nur aufgrund der Titel, aber nicht aufgrund tieferer Kenntnis der Stücke erfolgt. Dennoch anregend. |
| Kompendium der musikalischen Sujets | hrsg. 2001 Alexander Reischert, 1417 S., Verzeichnis der „Stoffe und Motive“, verzeichnet fast ausschließlich textgebundene Musik, während die große Menge an absoluter Musik mit Sujetbezug ausgespart bleibt. |
| Biographisch-Bibliographisches Quellen-Lexikon der Musiker und Musikgelehrten der christlichen Zeitrechnung bis zur Mitte des 19. Jahrhunderts | hrsg. Robert Eitner in 10 Bänden (11. Band: Nachträge und Miszellen, 1960) verzeichnet die zu Eitners Zeit nachweisbaren musikalischen Drucke von Komponisten bis zum Geburtsjahr 1780. Grundlage für die großangelegten internationalen Katalogisierungen des Répertoire International des Sources Musicales (RISM) von allen Beständen aller Bibliotheken der Welt (jedenfalls sofern sie Bestandteil des Verbundes waren). Der Nachdruck der Akademischen Druck- und Verlagsanstalt Graz 1959–60 enthält auf 5200 S. den Text der zweiten Auflage sowie die Miscellanea Musicae Biobibliographica – Musikgeschichtliche Quellennachweise als Nachträge und Verbesserungen zu Eitners Quellenlexikon, hrsg. H. Springer, M. Schneider und W. Wolffheim, Jg. 1–3 (je 4 Hefte, mehr nicht erschienen) Leipzig 1913–16 und die Ergänzungen Eitners. (Nicht enthalten die Beilagen zu MfM 36/37, 1904–05 und Bibliographie der Musiksammelwerke des XVI. und XVII. Jh. von Fr. X. Haberl, A. Lagerberg und C. F. Pohl, Berlin 1877.) |
| Das Lexikon der elektronischen Musik | hrsg. Herbert Eimert u. Hans Ulrich Humpert, Bosse Verlag, Regensburg 1973, technisch-ästhetisches Lexikon mit teils verblüffenden Einsichten und einer Fülle Artikel (1022) über veraltete Technik sowie vieler Druckfehler. War einflussreich und wird bis heute viel zitiert. |
| Lexikon der Onomatopöien Die lautimitierenden Wörter im Comic                                                                                  | hrsg. E. J. Havlik, 1991. Sehr aufschlussreiches (und dazu witziges) Wörterbuch über Klang im Gewande der Sprache. Spiegelt auf 263 Druckseiten die ganze Palette an Problemen Klangphänomene in Sprachgestalt zu übertragen. |
| A Dictionary of Musical Themes | hrsg. Harold Barlow und Sam Morgenstein 1949, versammelt knapp 10.000 musikalische Themen („Melodien“) klassischer Instrumentalmusik von der Renaissance bis Benjamin Britten. Einfaches (und dennoch anspruchsvolles) System zur Auffindung von Motiven die man im Kopf hat, aber nicht zu benennen weiß – profunde musikalische Bildung vorausgesetzt. |